# Denis Alekseev
Denis Sergeevič Alekseev (in russo Денис Сергеевич Алексеев?; 21 dicembre 1987) è un velocista russo, specializzato nei 400 metri piani.

## Palmarès
| Anno | Manifestazione  | Sede     | Evento      | Risultato  | Prestazione | Note |
| ---- | --------------- | -------- | ----------- | ---------- | ----------- | ---- |
| 2007 | Mondiali        | Osaka    | 4×400 m     | 5º         | 3'01"62     |      |
| 2008 | Mondiali indoor | Valencia | 400 m piani | Semifinale | 47"18       |      |
| 2008 | Mondiali indoor | Valencia | 4×400 m     | 6º         | 3'15"38     |      |
| 2008 | Giochi olimpici | Pechino  | 400 m piani | dq         | 45"52       |      |
| 2008 | Giochi olimpici | Pechino  | 4×400 m     | dq         | 2'58"06     |      |
| 2009 | Europei         | Torino   | 4x400 m     | dq         | 3'07"83     |      |
| 2010 | Mondiali indoor | Doha     | 400 m piani | dq         | 47"22       |      |
| 2011 | Europei indoor  | Parigi   | 4×400 m     | dq         | 3'06"99     |      |
| 2011 | Mondiali        | Taegu    | 4×400 m     | dq         | 3'00"22     |      |
| 2012 | Giochi olimpici | Londra   | 4×400 m     | dq         | 3'00"09     |      |
| 2015 | Mondiali        | Pechino  | 4×400 m     | 8º         | 3'03"05     |      |